# Miari & Giusti

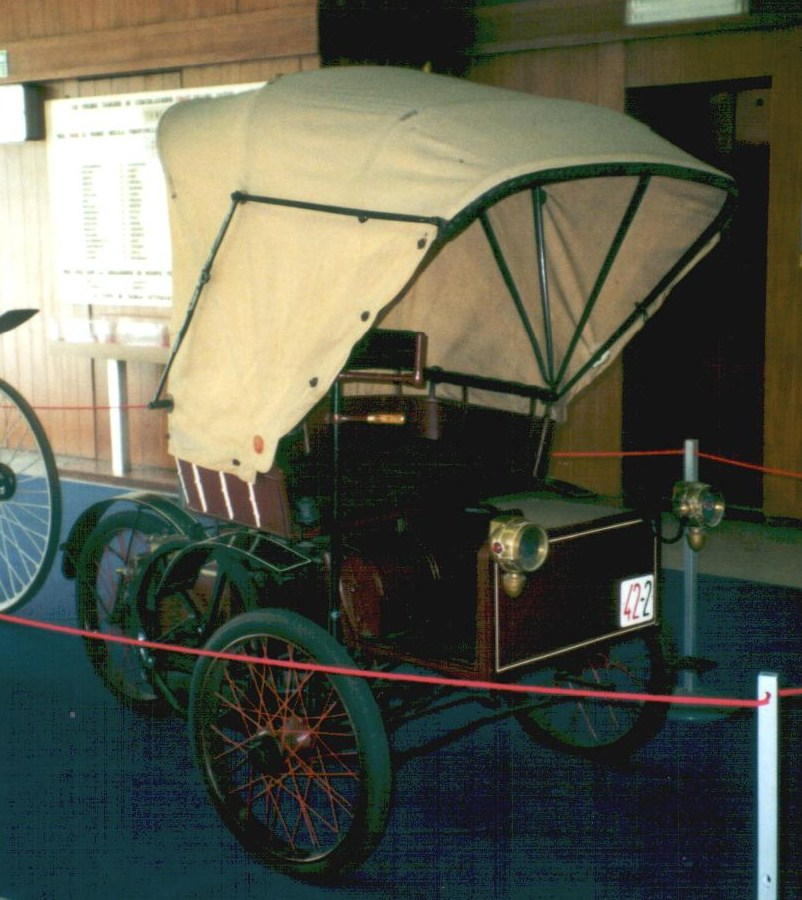
Le tricycle "Bernardi, Miari, Giusti & C.", 1896

Miari & Giusti, est une marque automobile italienne, fondé à Padoue en 1894.

## Historique
La société a été fondée par la volonté de deux jeunes entrepreneurs de la Vénétie, les ingénieurs Giacomo Miari e Francesco Giusti, pour la construction en série de la voiture conduite par un moteur à essence, réalisé dans la même année par Enrico Bernardi.
La primauté de Miari & Giusti est de représenter la première entreprise italienne qui a décidé d'industrialiser la voiture conçue et construite de façon indépendante. En ce qui concerne l'industrialisation du produit lui-même, il faut le dire, l'entreprise italo-allemande "Costruzioni Meccaniche di Saronno" avait commencé la production, sous licence Peugeot,  dans le même 1894. 
En 1896, la Société a changé son nom pour Automobili Bernardi, Miari, Giusti & C., spécialisée dans la construction des voitures à trois roues et, plus tard, quatre roues.
Le 5 mai 1898, la société a été placée en liquidation et, deux jours plus tard repris par la Società Italiana Bernardi qui a poursuivi la production des voitures. 
La bonne qualité de construction ne détermine pas le succès du produit et la société a finalement été placée en liquidation en juin 1901, après avoir mis dans une centaine de voitures de trois et quatre roues.